# Fontanella (Ausztria)
Fontanella település Ausztria legnyugatibb tartományának, Vorarlbergnek a Bludenzi járásában található. Területe 31,23 km², lakosainak száma 427 fő, népsűrűsége pedig 14 fő/km² (2014. január 1-jén). A település 1145 méteres tengerszint feletti magasságban helyezkedik el.
A település részei:
- Faschina (38 fő 2015. január 1-jén)
- Fontanella (198 fő)
- Garlitt (13 fő)
- Mittelberg (125 fő)
- Säge (12 fő)
- Seewald (6 fő)
- Türtsch (45 fő)

## Fordítás
- Ez a szócikk részben vagy egészben  a   Fontanella, Austria című angol Wikipédia-szócikk ezen változatának fordításán alapul.  Az eredeti cikk szerkesztőit annak laptörténete sorolja fel. Ez a jelzés csupán a megfogalmazás eredetét és a szerzői jogokat jelzi, nem szolgál a cikkben szereplő információk forrásmegjelöléseként.